# Perillos (manzana)
Perillos es el nombre de una variedad cultivar de manzano (Malus domestica). Esta manzana está cultivada en diversos viveros entre ellos algunos dedicados a conservación de árboles frutales en peligro de desaparición. Esta manzana es originaria de la  la comunidad autónoma de Andalucía concretamente de la provincia de Córdoba, donde tuvo su mejor época de cultivo comercial antes de la década de 1960, a partir de la cual fue desplazada en cultivos y en consumo por variedades de manzanas selectas foráneas; actualmente en menor medida aún se encuentra.

## Sinónimos
- "Manzana Perillos".[5][7]

## Historia
'Perillos' es una variedad de manzana de la comunidad autónoma de Andalucía, provincia de Córdoba, cuyo cultivo conoció cierta expansión en el pasado, siendo una de las variedades de las consideradas difundidas, clasificándose en esta manera, pues en las distintas prospecciones llevadas a cabo por las provincias españolas, se registraron repetidamente y en emplazamientos diversos, a veces distantes, sin constituir nunca núcleos importantes de producción. Eran variedades antiguas, españolas y extranjeras, difundidas en el pasado por los viveros comerciales y cuyo cultivo se ha reducido a huertos familiares y jardines privados.
Actualmente (2020) su cultivo es anecdótico, estando en franco retroceso, se puede encontrar en algún vivero y en jardines particulares.

## Características
El manzano de la variedad 'Perillos' tiene un vigor Medio; florece a finales de abril; tubo del cáliz triangular, estambres insertos insertos por debajo de la media.
La variedad de manzana 'Perillos' tiene un fruto de tamaño pequeño; forma oval o tronco-cónica, voluminoso por debajo de la media hacia la zona inferior, marcadamente rebajado de un lado, presenta contorno irregular; piel fina, levemente untuosa y al mismo tiempo brillante; con color de fondo amarillo claro, sobre color ausente, acusa punteado abundante, color blanquinoso entremezclado con alguno ruginoso, y una sensibilidad al "russeting" (pardea miento áspero superficial que presentan algunas variedades) débil; pedúnculo corto, mediano y largo, fino, curvado, lanoso y rojizo, anchura de la cavidad peduncular medianamente estrecha, profundidad de la cavidad peduncular poco profunda, a veces en el fondo se percibe una ligera chapa ruginosa, bordes ondulados y rebajados de un lado en la mayoría, y con importancia del "russeting" en cavidad peduncular débil; anchura de la cav. calicina estrecha o media, profundidad de la cav. calicina poco profunda, bordes ondulados y marcando relieves en el fondo, y con importancia del "russeting" en cavidad calicina débil; ojo mediano o grande, abierto o semiabierto, algunos muy característicos por su forma alargada; sépalos largos de puntas agudas dobladas hacia fuera.
Carne de color blanco-amarillento con fibras verde-amarillo; textura crujiente, jugosa; sabor característico de la variedad, agridulce; corazón oval o bulbo-acordado; eje entreabierto y celdas alargadas; semillas pequeñas, y puntiagudas.
La manzana 'Perillos' tiene una época de maduración y recolección muy tardía, en invierno, se recoge desde finales de diciembre hasta mediados de enero. Se usa como manzana de mesa fresca, y en la cocina.